# ضراب، روستا
ضراب (به ترکی آذربایجانی: Zərrəb) یک منطقهٔ مسکونی در جمهوری آذربایجان است که در شهرستان اغوز واقع شده‌است. ضراب ۲۷۲ نفر جمعیت دارد.